# Iso Kuhajärvi
Iso Kuhajärvi är en sjö i kommunen Laukas i landskapet Mellersta Finland i Finland. Sjön ligger 84,8 meter över havet. Den är 36 meter djup. Arean är 1,37 kvadratkilometer och strandlinjen är 8,64 kilometer lång. Sjön  ingår i Kymmene älvs huvudavrinningsområde.   Den ligger omkring 16 kilometer nordöst om Jyväskylä och omkring 250 kilometer norr om Helsingfors. 